# Emiliano Mundrucu
Emiliano Felipe Benício, mais conhecido como Emiliano Mundrucu ou ainda Emiliano Mundurucu (Pernambuco, 1791 - Boston, 1863) foi um ativista brasileiro que é considerado a primeira pessoa na história dos Estados Unidos a desafiar a segregação racial em um tribunal. Também foi o primeiro negro a ingressar em uma loja maçônica de Boston que até então só aceitava brancos.
Mundurucu foi ainda major do batalhão de pardos durante a Confederação do Equador. Ele chegou a ser indicado pelo governo regencial para comandar o Forte do Brum, mas não assumiu o posto devido à resistência de parte da elite pernambucana. Como revelou em uma correspondência publicada em 1837, Emiliano afirmou haver na elite pernambucana pessoas que não viam de bom grado a presença de pardos em cargos de distinção, evidenciando como o racismo já fazia parte da sua vida.
A vida de Mundrucu foi se dando em uma conjuntura política complexa. Tendo sido muito influenciado pela revolução haitiana (1791-1804), ele acreditava e defendia que uma grande revolta dos negros deveria ser realizada no Brasil da mesma forma que no Haiti. A disseminação desses ideais o fez participar de algumas revoltas militares, principalmente em Pernambuco, fazendo assim que não só seu pensamento fosse se espalhando, mas também criando um medo dentro das elites brancas que seu objetivo realmente fosse alcançado. Resultando em uma busca pela sua condenação. O sobrenome Mundrucu (por vezes redigido como "Mundurucu") foi incorporado ao seu nome em 1823, seguindo um costume entre revolucionários nas colônias americanas de adotar nomes de povos originários das Américas como manifestação de uma nova identidade nacionalista e independente da Europa.
O historiador Marco Morel, em seu livro "A Revolução do Haiti e o Brasil escravista: o que não deve ser dito" (Jundiaí: Editora Paco, 2017), diz que “poucos personagens encarnam no Brasil a proximidade com o exemplo da Revolução do Haiti como Emiliano Felipe Benício Mundurucu”. Em entrevista ao portal BBC News Brasil, Morel afirma que "Mundrucu entra para a galeria de personagens históricos equivalente, por exemplo, ao marinheiro João Cândido, da Revolta da Chibata, ou ao jangadeiro Francisco Nascimento, o Dragão do Mar, ou ao jornalista Luiz Gama. São os heróis da plebe, que lutavam contra o preconceito racial e pela justiça social".
O sobrenome Mundrucu (por vezes redigido como "Mundurucu") foi incorporado ao seu nome em 1823, seguindo um costume entre revolucionários nas colônias americanas de adotar nomes de povos originários das Américas como manifestação de uma nova identidade nacionalista e independente da Europa.
Os mundurucus também chamados Mundrucu ou Maturucu, são um grupo indígena brasileiro que habita as áreas indígenas Cayabi, Munduruku, Munduruku II, Praia do Índio, Praia do Mangue e Sai-Cinza, no sudoeste do estado do Pará. Tiveram sua primeira menção escrita por José Monteiro de Noronha em 1768 nas "cercanias do rio Maués". Ademais, Os mundurucus do Crepori excursionam frequentemente, através dos campos, até o Tocantins [afluente do Jamanxim] bem perto do qual estão hoje suas malocas.

## Participação em Revoluções
De acordo com o Historiador Marcus Carvalho, durante os processos revolucionários de Independências os governos provinciais buscavam mobilizar tropas para defender os interesses das elites locais. Devido a ausência de oportunidades nas grandes cidades, não faltavam negros e pardos com interesses de engajar-se nas milícias e até mesmo na vida militar. Como afirma Marcus no mesmo trabalho, o serviço militar era uma experiência transformadora na vida de um negro, que aprendia não apenas a obedecer mas também a liderar; experiência essa que certamente moldou um caráter revolucionário em Emiliano.
Já segundo o historiador Marcos Morel, Emiliano Mundrucu sob influência da Revolução Haitiana, é tido como um dos líderes da Revolução Pernambucana de 1817, movimento de caráter separatista, motivada por diversos fatores, entre eles a criação de impostos por João VI, causando insatisfação na população pernambucana. Mundrucu também teve participação na Confederação do Equador, movimento também separatista, entretanto com influência não só em Pernambuco mas na região que atualmente denominamos de Nordeste do Brasil.
  Marcos Morel afirma que mesmo com citações curtas na historiografia acerca dos eventos históricos em que o revolucionário esteve envolvido, sabe-se que Emiliano foi major do batalhão do pardos, que reuniu grande parte da população pobre e de cor na cidade do Recife.  O historiador descreve em seu livro “A revolução do Haiti e o Brasil escravista: o que não deve ser dito” um episódio em que Emiliano ensaiou uma ação militar no Recife enquanto recitava versos que exaltavam o então líder haitiano Henri Christophe. Têm-se registros dos versos proclamados por Emiliano antes de iniciar um ataque ao bairro comercial do Recife, constituído em sua grande maioria por portugueses:
“Qual eu imito a Cristóvão
Esse Imortal Haitiano Eia!
Imitai ao seu povo
Oh meu povo soberano!”
Devido sua participação em Revoluções de caráter separatista, Emiliano Mundrucu foi preso em 1824 juntamente com figuras como Frei Caneca e Agostinho Cavalcante e Souza. Recebeu sentença de morte assim como Caneca e Souza, entretanto refugiou-se em Boston. Em, 1825 fez uma breve visita ao Haiti, em 1826 desembarca na Venezuela, onde alista-se ao exército dos bolivarianos, mas volta à Boston logo em 1827. Posteriormente, Emiliano ingressou na Colômbia, onde tentou se naturalizar e entrar no exército colombiano.

## Segregação Racial nos Estados Unidos
Em sua passagem pelos EUA, Emiliano Mundrucu foi vítima da segregação racial nos Estados Unidos. Sua história ilustra bem o período que os Estados Unidos atravessavam. Após a independência, as províncias do norte adotaram um modelo que valorizava o trabalho livre, com várias sendo pioneiras na abolição da escravidão e sendo ferrenhas defensoras do abolicionismo, enquanto no sul, ainda predominava o trabalho escravo, sendo essa problemática central para a posterior guerra. Contudo, é preciso considerar que mesmo no norte, fortemente abolicionista, existia um movimento contrário. Além disso, a defesa da liberdade dos escravos, fruto principalmente da moralidade religiosa, não era sinônimo da defesa de direitos iguais entre brancos e pretos. O Caso de Emiliano Mundrucu exemplifica de forma perfeita, visto que Massachusetts fica no norte dos Estados Unidos, tradicionalmente abolicionista.

## O episódio de segregação racial, o processo aberto e legados
Em novembro de 1832, o imigrante brasileiro Emiliano Mundrucu entrou no barco a vapor Telegraph com sua mulher Harriet e sua filha Emiliana, de apenas um ano. Emiliano e sua família se dirigiam, a trabalho, da costa de Massachusetts até a ilha de Nantucket.
Ao buscar abrigo para sua esposa que sentiu-se mal durante a viagem, numa área do navio exclusiva para mulheres, eles foram impedidos de adentrar ao local, já que ali só eram permitidas pessoas brancas. Mundrucu argumentava que elas tinham direito ao local mais confortável porque ele havia pago a tarifa mais cara para a viagem, mas o capitão do navio impediu, afirmando "sua mulher não é uma senhora. Ela é uma negra". Sendo assim, mãe e filha foram obrigadas a seguir viagem em um ambiente em que a maioria dos passageiros dormiam em colchões em contato direto com o chão molhado. De acordo com os arquivos do processo, Mundrucu prometeu "go and get a writ out immediately" — expressão que poderia ser traduzida na linguagem atual para: "Nos vemos no tribunal".  
Mundrucu, então, ajuizou uma ação contra o capitão Edward Barker, por quebra de contrato, caso que recebeu cobertura nas primeiras páginas de jornais em Nova Iorque, Pensilvânia, Maryland, Carolina do Norte, e repercutindo até na Europa. Segundo o historiador Lloyd Belton, "a atitude desafiadora de Mundrucu inspirou diretamente outros ativistas negros. David Ruggles, ativista afro-americano muito famoso, fez exatamente a mesma coisa que Mundrucu no mesmo barco alguns anos depois, em 1841". No entender da historiadora americana Caitlin Fitz, não é só o processo judicial que pode ser considerado pioneiro, mas também a ação do casal no barco.

## Representantes da defesa
Bem relacionado em Boston, Emiliano Mundrucu foi representado no julgamento por juristas de peso. Um deles era David Lee Child, renomado abolicionista americano, e também o senador por Massachusetts Daniel Webster, que depois veio a ser Secretário de Estado de três presidentes americanos (Henry Harrison, John Tyler e Millard Fillmore).

## Elementos do processo
O argumento central do processo era a "quebra de contrato", já que o mesmo pagou a passagem mais cara e tinha direito a mesma, mas seus advogados "também quiseram expor a inumanidade das práticas segregacionistas", de acordo com o historiador Lloyd Belton em seu artigo. Os advogados de Barker, por sua vez, se defenderam usando a argumentação que a segregação nos barcos a vapor era prática comum na costa nordeste americana, argumento que foi reforçado com depoimentos de capitães de navios de Nova York e Rhode Island.
Ademais, eles usaram outras testemunhas para reforçar que Emiliano e Harriet, embora não tivessem a pela escura, eram negros e só conviviam em seu ciclo social com pessoas negras. Na leitura de Belton, era uma estratégia para indicar que Mundrucu "presumidamente conhecia seu lugar na sociedade".
Em outubro de 1833, o júri condenou Barker a pagar uma indenização de US$ 125 a Mundrucu, mas o capitão conseguiu reverter a decisão na Corte Judicial Suprema de Massachusetts, que considerou não haver provas de que Barker havia explicitamente concordado que a família viajasse nas melhores cabines. O brasileiro ainda foi condenado a pagar as custas processuais do capitão.
Segundo Lloyd Belton, embora pouco conhecido hoje, o processo movido pelo brasileiro é a ação mais antiga contra segregação racial que se tem informação até o momento nos Estados Unidos. Até essa descoberta, a historiografia sobre o tema indicava que esses processos tinham começado mais tarde, no início dos anos 1840.
Depois do episódio, o navio Telegraph passou a ter a segregação racial escrita em sua política de preços (negros só podiam comprar as passagens mais baratas, ou seja, só pederiam viajar na cabine comum e mais exposta do navio, enquanto aos brancos só era permitido comprar as mais caras, com acesso às melhores cabines). Fitz reforça ainda que outras empresas de transporte também passaram a prever expressamente em seus contratos a segregação racial. Mas ela lembra também dos impactos positivos da atitude de Mundrucu, já que a partir daquele momento os ativistas passaram a ter argumentos mais amplos contra o racismo nos processos judiciais, ou seja, indo além da queixa de quebra de contrato.

## Volta a Pernambuco
Em 1837, depois de receber anistia, Emiliano Mundrucu retorna à Pernambuco para assumir uma das fortalezas do Recife, o Forte do Brum, pelo governo regencial. Porém sua posse foi impedida pelo Presidente vigente da província de Pernambuco Vicente Tomás Pires de Figueiredo de Camargo.
No dia 20 de Fevereiro de 1837 foi publicada uma carta anônima no Diário de Pernambuco declarando apoio à decisão de Vicente Tomás, em que afirmava que Emiliano Mundrucu fora “Capitão de uma Companhia do Batalhão de Milícias de homens pardos desta cidade”, sendo assim não possuía “nenhuma habilitação, nenhuma escola militar”; alegando ainda que Emiliano não sendo Major de 1° Linha, não era qualificado para tal comando.
No dia 11 de abril de 1837, também no Diário de Pernambuco, em sua defesa, Mundrucu acusava o autor anônimo de “deprimir minha reputação tanto Civil,quanto Militar”, acrescentando que havia sido nomeado “Sargento Mor de 1° linha” em outubro de 1823 e também argumentava que “não era o único oficial de 1° Linha do Exército que possuía sua origem em milícias". O principal argumento de Emiliano baseava-se no artigo 179 da Constituição de 1824, que determinava “todo o cidadão pode ser admitido aos cargos públicos Civis, Políticos e Militares, sem outras diferenças que não sejam seus talentos e suas virtudes.” sendo assim o autor anônimo não queria ver de bom grado/ “um homem pardo num lugar de distinção e que só julgam os pretos e pardos capazes em ocasiões de crise e perigo”.
Passado esse episódio, em 1841 Emiliano Mundrucu retorna aos Estados Unidos onde se torna um eminente abolicionista.